# Fernando Porto
Pour les articles homonymes, voir Porto (homonymie).
 (août 2016).
Fernando José Porto Collazo, plus connu sous le nom de Porto, né le 23 avril 1974 à Vigo en Espagne, est un footballeur espagnol qui jouait au poste de défenseur.

## Biographie
Fernando Porto se forme dans les équipes inférieures du Celta de Vigo. Il joue la saison 1993-1994 avec l'équipe réserve du Celta, en troisième division.
En 1994, il rejoint le FC Barcelone B, équipe de deuxième division, où il reste jusqu'en 1997. Avec l'équipe première du Barça, il joue trois matches en Copa Catalunya (en 1994 et en 1997).
En 1997, il rejoint le CD Numancia, puis le RCD Majorque B en 1998, et enfin le CD Leganés en 1999, toujours en deuxième division.
En 2000, Fernando Porto quitte son pays natal et rejoint le Portugal. Il joue deux saisons avec Farense en première division, puis deux saisons avec l'União Madeira en deuxième division. 
En 2004, il retourne en Espagne, et rejoint le CD Ourense, puis le CD Baza en 2005.
Il joue ensuite avec les clubs amateurs de San Fernando et d'El Palo.
Le bilan de la carrière de Fernando Porto en Espagne s'élève à 163 matchs, pour un but inscrit en deuxième division, et 155 matchs, pour 8 buts inscrits en troisième division.
Au Portugal, son bilan est de 49 matchs en première division, et 63 matchs, pour 3 buts inscrits en deuxième division.